# جان مور
جان مور هو مصور سويسري، ولد في 13 سبتمبر 1925 في جنيف في سويسرا، وتوفي بنفس المكان في 3 نوفمبر 2018 بسبب سرطان.